# Manuel Schmiedebach
Manuel Schmiedebach est un footballeur allemand, né le 5 décembre 1988 à Berlin en Allemagne.

## Biographie
Le 25 juin 2018, il s'engage pour un prêt d'un an dans le club de sa ville natale, l'Union Berlin.

## Carrière
- 2006-2008 :  Hertha BSC
- 2008-2018 :  Hanovre 96
- 2018-2020 : Union Berlin

## Palmarès
Néant